# Großkrut
Großkrut  är en ort och kommun i Österrike. Den ligger i distriktet Mistelbach i förbundslandet Niederösterreich, 50 km nordost om huvudstaden Wien. 
Kommunen består av fyra orter (Ortschaften) (inom parentes invånarantal 1 januari 2024):
- Althöflein (274)
- Ginzersdorf (234)
- Großkrut (1 023)
- Harrersdorf (165)